# Madhukar
Madhukar (sanskrt, doslovně přeloženo: „Milovaný, sladký jako med“; * 4. listopadu 1957 Stuttgart) je mistr Advaity, učitel jógy, guru a autor různých publikací.

## Život
Madhukar se narodil v Německu, vyrostl ve Stuttgartu a po studiu hospodářských věd a filosofie pracoval jako televizní novinář.
Zájem o filosofické a duchovní otázky ho přivedl ještě jako mladíka na několik let do Asie. Po prožitku osvícení v osmdesátých letech se stal učitelem jógy a meditace a žákem tantricko-buddhistického mistra Dzogchy Namkhai Norbu. Při svém spirituálním hledání cestoval k šamanům na Sibiř, do Afriky a do Tichomoří, ale tehdy ještě nenalezl žádné uspokojivé poznání o podstatě skutečnosti.
V roce 1992 slyšel během pobytu v Indii o „Lvu z Lucknova“, guru H.W.L. Poonjovi, jednom z žáků indického mudrce Ramana Maharshiho, který ztělesňoval poselství Advaity. Advaita – Vedanta (A-dvaita: ne-dva = „Ne-dualita“) je mystický směr hinduismu, monistická filosofie (Monismus = všechno je jediné), která vychází ve svých počátcích mj. z Shankary (788-820 po Kristu).
Madhukar přijel k Sri Poonjovi, od kterého dostal své jméno, a prohlédl, poznal tedy díky tomuto mistrovi s konečnou platností, „kdo skutečně je“.
Po návratu do Evropy předává od roku 1997 podstatné myšlenky Advaity na veřejných setkáních, které se tradičně nazývají satsang (Sat = pravda a Sanga = společenství). Jeho láskyplná a radikální čistota vytvořila z Madhukara spolu s jeho moderním módním vzhledem a oblibou populární hudby a kopané moderního guru a představitele Advaity. Dnes Madhukar pokračuje v mistrovské linii Ramany Maharshi H.W.L.Poonji a povzbuzuje na veřejných shromážděních účastníky, aby se důsledně zaměřili na otázku „Kdo jsem?“.
Na shromážděních, která probíhají v tichu i formou dialogu, se probírají vedle specifických životních otázek především filosoficko-psychologická témata. Středem zájmu jsou při tom otázky koncepce našeho „já“, existence osobní svobody jednání a vůle, vztahu mezi tělem a duchem a možnosti získání zkušenosti kosmického vědomí. Procítěná realita se zkoumá vzhledem k egu a analyzuje se její opravdivost. Setkání mají přispět k sebepoznání a vnitřnímu míru.
Jako praktický filosof buduje Madhukar most mezi spiritualitou a moderními vědami jako jsou neurologie a kognifikční věda, kvantová fyzika, užitá filosofie a biologie.
Madhukar žije v Amsterdamu a zimní měsíce tráví v Indii a Nepálu.

## Dílo
- Yoga der Liebe, Ganapati Verlag, 1.Auflage, ISBN 978-3-9813398-0-2
- Es ist immer Jetzt, in: Vital 12/2009
- Einssein, Lüchow Verlag, 1. Auflage, Stuttgart 2007, ISBN 978-3-363-03120-1
- Erwachen in Freiheit, (Procitnutí ve svobodě), Luchow Verlag, 2. vydání, Stuttgart 2004, ISBN 3-363-03054-1
- The Simplest Way, (Nejjednodušší cesta), Editions India, 2.vydání, USA a Indie 2006, ISBN 81-89658-04-2
- Самый простой способ Archivováno 20. 8. 2008 na Wayback Machine., издательство Ганга, Москва 2008, 1-е издание, ISBN 5-98882-063-8.
- La via più semplice, Om Edizioni, Bologna, ISBN 978-88-95687-22-3
- Единство Omstore.ru Archivováno 17. 12. 2010 na Wayback Machine., Издательство: Ганга, 2009 г, ISBN 978-5-98882-098-7
- DIALOGER MED MADHUKAR, GML Print on Demand AB, 2009, ISBN 978-91-86215-28-6
- Freedom here and now, (Svoboda tady a teď), Musik-CD